# Église Saint-Georges de Couilly-Pont-aux-Dames
L'église Saint-Georges est une église catholique située à Couilly-Pont-aux-Dames, en France.

## Localisation
L'église est située dans le département français de Seine-et-Marne, sur la commune de Couilly-Pont-aux-Dames.

## Historique
L'édifice est classé au titre des monuments historiques en 1906. La construction de l’édifice débuta au XIIe siècle et fut achevée au XVIIe siècle. Le clocher, érigé sur la troisième travée de la nef, demeure le seul vestige de l'église du XIIe siècle. La partie orientale de l'église, à savoir le chœur et les collatéraux, a été construite à la fin du XVe siècle et achevées au début du XVIe siècle. Enfin les première et deuxième travée de la nef furent édifiées au XVIIe siècle.

## Description

### Architecture
L'église se compose d'une nef à huit travées, munie de deux bas-côtés et d’une sorte de transept; elle ne comporte pas de déambulatoire.
Elle est de style majoritairement gothique flamboyant, notamment l’abside joliment orné. Cette dernière est à l’extérieur et dans sa partie supérieure, agrémentée de niches et de statues de personnages divers, le tout de style Renaissance.

## Mobilier et œuvres d’art
- Un chapier en bois de chêne du XVIIIe siècle en provenance de l’abbaye du Pont-aux-Dames.
- La Pentecôte, huile sur toile du XVIIe siècle du peintre Ambroise Dubois. Ce tableau provient d’une chapelle du château de Fontainebleau.
- La Sainte Famille, huile sur toile est une copie de La Sainte Famille de François 1er du peintre Raphaël.
- La Vierge Marie veillant sur le sommeil de l’Enfant Jésus, huile sur toile provenant de l’ancienne abbaye du Pont aux Dames.
- Dans le bas-côté nord le retable date de la fin du XVIIIe siècle avec en son centre le tableau représentant la Pentecôte d’Ambroise Dubois.
- Le retable du bas-côté sud, en bois sculpté et peint imitation-pierre date du début du XVIIIe siècle. Il sert d’écrin à une statue de la vierge en gloire, en bois doré du XVIIIe siècle, dont la particularité est son éclairage naturel provenant de l’arrière du retable par un oculus dans le mur en fond de chapelle (chapelle de la vierge).
- Le grand retable central qui date de la fin du XVIIe siècle ou du début du XVIIIe siècle, a été déplacé dans les années soixante lors d’importants travaux de réfection du chœur, pour trouver la place qu’il occupe depuis dans le bras sud du transept. Il est composé dans le style antique avec ses colonnes, pilastres, frontons, consoles et cartouches. La peinture centrale datant du XVIIe siècle, représente une descente de croix, tandis que celle du dessus, plus petite, montre une rare représentation du Père Eternel. L’autel supporte une statue en pierre blanche de la vierge et l’enfant à la grappe de raisin qui date du XVIe siècle.
- Statue de la vierge à l’enfant du XIVe siècle, faite en albâtre ou en marbre blanc elle est disposée sur une console fixée sur un pilier du bas-côté sud.
- Fonts baptismaux en pierre du XVIIe siècle, de forme ovale et décorés de cannelures.